# Idioma amberbaken
El amberbaken o Mpur (también conocido como Kebar, Ekware, y Dekwambre), es una lengua divergente de Nueva Guinea que no parece cercanamente emparentada con ninguna otra lengua de la región, aunque Malcolm Ross (2005) la clasifica tentativamente dentro del papú occidental, basándose en similitudes en las formas de los pronombres, Ethnologue y Glottolog la siguen clasificando como una lengua aislada.
Existen dos dialectos diferentes el sirir y el ajiw.